# Jamie Waylett
Jamie Michael Waylett (ur. 21 lipca 1989, w Londynie) – brytyjski aktor, znany głównie z roli Vincenta Crabbe'a w serii filmów o Harrym Potterze.
Początkowo był brany pod uwagę do roli Dudleya Dursleya, lecz ostatecznie przypadła ona Harry’emu Mellingowi.

## Filmografia
- 2009: Harry Potter i Książę Półkrwi (Harry Potter and the Half Blood Prince) jako Vincent Crabbe
- 2007: Harry Potter i Zakon Feniksa (Harry Potter and the Order of the Phoenix) jako Vincent Crabbe
- 2005: Harry Potter i Czara Ognia (Harry Potter and the Goblet of Fire) jako Vincent Crabbe
- 2004: Harry Potter i więzień Azkabanu (Harry Potter and the Prisoner of Azkaban) jako Vincent Crabbe
- 2002: Harry Potter i Komnata Tajemnic (Harry Potter and the Chamber of Secrets) jako Vincent Crabbe
- 2001: Harry Potter i Kamień Filozoficzny (Harry Potter and the Sorcerer's Stone) jako Vincent Crabbe

## Kłopoty z prawem
7 kwietnia 2009 roku Jamie Waylett podczas jazdy po Londynie został zatrzymany na rutynową kontrolę, podczas której policjanci odkryli, że w samochodzie znajduje się osiem paczek marihuany. Waylett został aresztowany pod zarzutem posiadania narkotyków. Tejże nocy policjanci udali się do domu matki aktora i zabezpieczyli hodowlę marihuany. Waylett zeznał, iż nie handlował narkotykami, lecz trzymał je na własny użytek. Za kaucją wyszedł z aresztu 21 lipca 2009 roku, w swoje 20. urodziny. Został skazany na karę 120 godzin prac społecznych.
W marcu 2012 roku został skazany na karę dwóch lat pozbawienia wolności za udział w zamieszkach w Londynie w październiku 2011 roku; monitoring nagrał go z koktajlem Mołotowa w ręku.